# Tunga (kunstenaar)

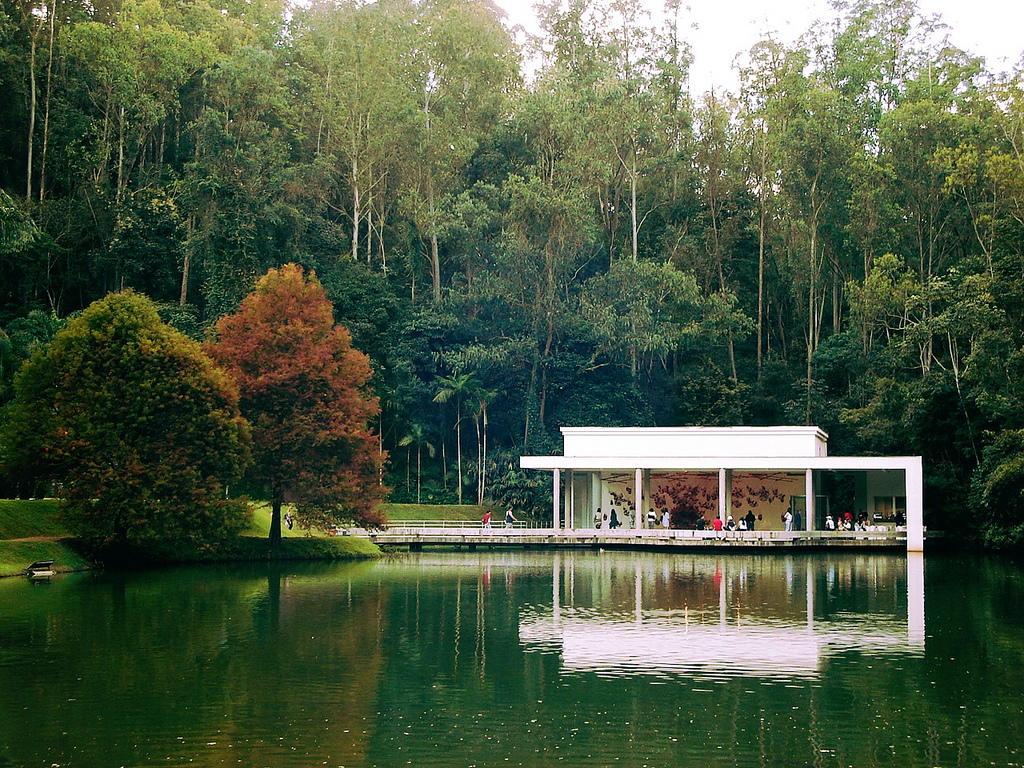
Paviljoen True Rouge in het beeldenpark

Tunga, pseudoniem van Antonio José de Barros Carvalho e Mello Mourão (Palmares (Pernambuco), 8 februari 1952 – Rio de Janeiro, 6 juni 2016) was een Braziliaanse beeldhouwer en installatiekunstenaar.

## Leven en werk
Tunga studeerde vanaf 1974 architectuur en urbanisme aan de Universidade Santa Úrsula in Rio de Janeiro. Na zijn studie was hij werkzaam als performance- en installatiekunstenaar. In 1986 kreeg hij voor zijn expositie in het Museu de Arte do Rio Grande do Sul Ado Malagoli (MARGS) in Porto Alegre de Prêmio Governo do Estado Rio Grande do Sul. In 1990 ontving hij de Prêmio Brasileira de Artes Plásticas en in 1991 voor zijn werk "Preliminares do Pálindromo Incesto" de Prêmio Mário Pedrosa van de Associação Brasileira de Criticos de Arte (ABCA). Tunga werd in 2000 genomineerd voor de Hugo Boss Prize van de Guggenheim Foundation in New York.
Tunga werd uitgenodigd voor deelname aan de Biënnale van Venetië van 1982, 1995 en 2001; de Biënnale van São Paulo van 1981, 1987 en 1994; documenta X van 1997 in de Duitse stad Kassel; de Bienal do Mercosul van 1999 en 2005 in Porte Alegre en de 3rd Moscow Biennial of Contemporary Art van 2009 in Moskou.
Zijn werk was onder andere te zien in de Whitechapel Art Gallery in Londen (1989), het Stedelijk Museum in Amsterdam (1989), de Fondation Cartier pour l'art contemporain in Parijs (1998), de expositie "Brazil: Body & Soul" van 2001 in het Guggenheim Museum in New York en de Peggy Guggenheim Collection in Venetië en in MoMA PS1 in New York (2007).
De kunstenaar woonde en werkte in Rio de Janeiro en Parijs.

## Werken (selectie)
- Lézart (1989), Centro de Arte Contemporânea Inhotim
- Preliminares do Pálindromo Incesto (1991)
- Sem Título (1997)
- True Rouge (1997)[3], Luhring Augustine Gallery in New York (1998)[4] en vanaf 2008 permanent in het Paviljoen True Rouge in het Beeldenpark van het Centro de Arte Contemporânea Inhotim in Brumadinho
- Deleite (1999), Centro de Arte Contemporânea Inhotim
- Exogenous Axis (Process) (2002)
- By the light of the two worlds (2005)[5], - ter gelegenheid van de Braziliaanse dubbelexpo: "Frans Post (1612-1680)[6] - Tunga", in de Pyramide du Louvre in Parijs en in 2007 in MoMA PS1 in New York
- Laminated Souls (2007), MoMA PS1 in New York
- Cooking Crystals (2009)